# Covina
Covina város az USA Kalifornia államában, Los Angeles megyében. Lakosainak száma 51 268 fő (2020. április 1.).

## Népesség
A település népességének változása:
| Lakosok száma | 2774 | 47 796 | 51 268 |
|               | 1930 | 2010   | 2020   |